# María Olimpia de Obaldía
María Olimpia de Obaldía (9 tháng 9 năm 1891 - 14 tháng 8 năm 1985), là một nhà thơ người Panama. Là con gái của Manuel del Rosario Miranda và Felipa Rovira, bà được sinh ra ở Dolega, Chiriquí. Bà theo học tại Escuela Normal de Institutoras ở Panama City, tốt nghiệp vào năm 1913, và làm giáo viên tiểu học ở thị trấn quê hương cho đến khi kết hôn với Don José de Obaldía vào năm 1918.
Bà đã xuất bản cuốn sách đầu tiên của mình, Orquídeas, vào năm 1926. Năm 1930, bà được Viện Đức Nacional de Panamá trao tặng danh hiệu Maria Olimpia de Panama. Năm 1951, bà trở thành thành viên nữ đầu tiên của Academia Panameña de la Lengua. Năm 1976, bà được phong làm Tư lệnh của Dòng Vasco Núñez de Balboa của Panama và năm 1983 được trang trí với Orden de Belisario Porras. Cùng năm đó, bà đã nhận được giải thưởng giáo hoàng Augusta Cruz Insigne Pro Ecèreia et Pontifice từ John Paul II.
Các bài viết của bà thường đề cập đến các chủ đề như tình mẫu tử và tình yêu gia đình. Bài thơ nổi tiếng nhất của bà là Ñatore May, nói lên nỗi khổ của phụ nữ của người Ngöbe Buglé (một nhóm người Ấn Độ gốc Panama).

## Thơ phú
- Orquídeas Panamá, Imprenta Nacional, 1926 - Breviario Lírico, Panamá, Imprenta Nacional, 1930
- Parnaso Infantil, Panamá, Ediciones del Departamento de Cultura, 1948 - Visiones eternas, Panamá, 1961
- Obra Poética Completea, Club Kiwanis de Panamá với sự cộng tác của Acaduto Nacional de Cultura, 1976

## liên kết ngoài
- Tiểu sử tóm tắt (bằng tiếng Tây Ban Nha)